# Chama (Bolivien)
Chama (auch Ayllo Chama) ist eine Ortschaft im Departamento La Paz im südamerikanischen Andenstaat Bolivien.

## Lage im Nahraum
Chama ist der zentrale Ort des Kanton Chama im Municipio Jesús de Machaca in der Provinz Ingavi. Chama liegt auf einer Höhe von 3942 m vierzig Kilometer südlich des Titicacasees an einem rechten Nebenfluss des Río Grande de Machaca, der über den Río Jacha Jahira zum Río Desaguadero fließt. Chama wird nach Nordwesten hin durch einen Höhenrücken begrenzt, der sich bis auf über 4700 m erhebt.

## Geographie
Chama liegt zwischen den Gebirgsketten der Cordillera Oriental im Westen und der Cordillera Central im Osten in dem andinen Trockenklima des Altiplano. Die Region weist ein ausgeprägtes Tageszeitenklima auf, bei dem die täglichen Temperaturschwankungen stärker ausfallen als die mittleren jahreszeitlichen Schwankungen.
Die mittlere Durchschnittstemperatur liegt bei 7 °C (siehe Klimadiagramm Comanche), die Monatswerte schwanken nur unwesentlich zwischen 4 °C im Juni/Juli und knapp 9 °C im November/Dezember. Der mittlere Jahresniederschlag beträgt etwa 550 mm, die Monatsniederschläge liegen zwischen unter 10 mm von Mai bis Juli und bei 100 bis 150 mm im Januar und Februar.

## Verkehrsnetz
Chama liegt in einer Entfernung von 85 Straßenkilometern südwestlich von La Paz, der Hauptstadt des Departamentos.
Von La Paz führt die asphaltierte Nationalstraße Ruta 2 in westlicher Richtung nach El Alto, von dort die Ruta 19 weitere 23 km nach Südwesten bis Viacha. Hier zweigt die unbefestigte Ruta 43 in südwestlicher Richtung ab, die nach weiteren 39 Kilometern Chama erreicht und anschließend über Nazacara, San Andrés de Machaca und Santiago de Machaca bis nach Catacora an der Grenze zu Peru führt.

## Bevölkerung
Die Einwohnerzahl der Ortschaft ist in den vergangenen beiden Jahrzehnten drastisch angestiegen:
| Jahr | Einwohner | Quelle       |
| ---- | --------- | ------------ |
| 1992 | 54        | Volkszählung |
| 2001 | 75        | Volkszählung |
| 2012 | 472       | Volkszählung |
| 2024 |           | Volkszählung |

Die Region weist einen hohen Anteil an Aymara-Bevölkerung auf, im Municipio Jesús de Machaca sprechen 97,2 Prozent der Bevölkerung Aymara.